# 蛍星
「蛍星」（ほたるぼし）は、元ちとせの10枚目のシングル。2008年7月2日発売。発売元はエピックレコードジャパン。

## 概要
1. 東映 / ギャガ配給映画『クライマーズ・ハイ』イメージソング
2. 日本・アイルランド外交樹立50周年記念ソング
3. J-WAVE『二十歳の頃』テーマソング

初回生産限定版
1. 恵みの雨（ミュージックビデオ）
2. ワダツミの木（from the Live“冬のハイヌミカゼ”）
3. アルバム特典予告

## 収録曲
1. 蛍星
  - 作詞・作曲・編曲：常田真太郎
2. Siuil A Run
  - 作詞・作曲：Traditional 編曲：間宮工
3. やさしいうた
  - 作詞・作曲：渡辺健二　編曲：間宮工

## 収録アルバム
蛍星
- カッシーニ
- 語り継ぐこと

Siuil A Run
- Occident

やさしいうた
※アルバム未収録